# My Golden Favorites (album Binga Crosby’ego)
My Golden Favorites – kompilacyjny album muzyczny amerykańskiego piosenkarza Binga Crosby’ego zawierający dwanaście wcześniej wydanych utworów nagranych w latach 1937–1950. Został wydany w 1961 roku przez wytwórnię Decca Records.

## Lista utworów
| Nr | Rok nagrania | Tytuł                                             |
| A1 | 1937         | „Sweet Leilani”                                   |
| A2 | 1943         | „Pistol Packin' Mama” (z The Andrews Sisters)     |
| A3 | 1944         | „Swinging On A Star”                              |
| A4 | 1945         | „Too-Ra-Loo-Ra-Loo-Ral (That's An Irish Lullaby)” |
| A5 | 1944         | „Don't Fence Me In” (z The Andrews Sisters)       |
| A6 | 1942         | „White Christmas”                                 |
| B1 | 1946         | „I Can't Begin To Tell You”                       |
| B2 | 1946         | „MacNamara's Band”                                |
| B3 | 1947         | „The Whiffenpoof Song”                            |
| B4 | 1949         | „Galway Bay”                                      |
| B5 | 1950         | „Play A Simple Melody” (z Garym Crosbym)          |
| B6 | 1948         | „Now Is The Hour (Maori Farewell Song)”           |